# Cantharellus noumeae
Cantharellus noumeae е вид корал от семейство Fungiidae. Видът е застрашен от изчезване.

## Разпространение
Разпространен е в Австралия, Индонезия, Нова Каледония и Папуа Нова Гвинея.